# Шульманы
Шульманы (нем. Schulmann) — остзейский немецкий дворянский род, разделявшийся на собственно остзейскую и шведско-финляндскую ветви.

## История
Родоначальник — рыцарь Генрих Шольман, которому великий магистр Ливонского ордена Вальтер фон Плеттенберг в 1495 году пожаловал за военные заслуги поместье в Эстляндии.
В 1634 году, когда Прибалтика входила в состав Швеции, Шульманы были сопричислены к шведскому дворянству.
Когда в ходе Северной войны Прибалтика перешла от Швеции к России, большинство Шульманов приняли русское подданство. С 1764 года они были официально записаны в матрикулы (дворянские книги) Эстляндского рыцарства, а с 1780 года — ещё и Эзельского.
Из прибалтийской ветви рода Шульманов происходили несколько русских генералов (имена в списке ниже приведены в немецком варианте):
- Александр Леонард Карл Шульман (1819—1890) — генерал-лейтенант.
- Гуго фон Шульман (1850—1919) — генерал-майор.
- Густав фон Шульман (1779—1835) — генерал-лейтенант.
- Карл Шульман (1852—1903) — генерал-майор.
- Николай фон Шульман (1828—1900) — генерал от инфантерии.
- Рудольф фон Шульман (1814—1874) — генерал-лейтенант.
- Сергей фон Шульман (1869—1927) — генерал-майор.
- Фридрих Рейнгольд фон Шульман (1774—1845) — генерал от артиллерии.

А также художник-пейзажист и маринист Владимир Карлович (Вольдемар Захариас фон) Шульман (1812—1872).
Однако, часть членов рода, а именно Отто Кристофер Шульман (1698—1771) и его потомки, оставались в Швеции в течение XVIII столетия, причём владели поместьями в Финляндии. Когда Финляндия вошла в состав России, Шульманы предпочли не уезжать и в 1818 году были официально сопричислены к русско-финляндскому дворянству. Таким образом, как остзейские так и финляндские Шульманы в 1809—1917 годах являлись подданными России. Представители обеих ветвей рода как правило являлись лютеранами, но если родным языком прибалтийских Шульманов оставался немецкий, то финляндские Шульманы перешли на шведский язык.
Из финляндских Шульманов происходил русский генерал-лейтенант Карл-Август Александрович Шульман (1861—1918), герой Первой мировой войны, комендант крепости Осовец.
В течение XX века финские Шульманы, род которых к тому времени разделился как минимум на две ветви, вернулись в Швецию и были повторно сопричислены к шведскому дворянству в 1912 и 1962 годах.
Что касается остзейских Шульманов, то многие из них в 1939 году переехали из Прибалтики в Вартеланд, а после окончания Второй мировой войны — в Германию.
Также необходимо иметь в виду, что фамилия Шульман широко распространена среди евреев, а также среди немцев иного происхождения, не принадлежавших к Шульманам-дворянам.

## Описание герба
В золотом поле черный сквозной треугольник. Щит увенчан коронованным дворянским шлемом. Нашлемник — черный сквозной треугольник. Намет черный с золотом.